# Памятник Алексею Костякову
Па́мятник Алексе́ю Костяко́ву — памятник учёному-мелиоратору, член-корреспонденту Академии наук СССР, академику ВАСХНИЛ Алексею Костякову. Установлен в 1975 году перед зданием Московского государственного университета природообустройства. Авторами проекта являлись скульптор Николай Никогосян и архитектор Николай Сукоян. В 2007 году монумент взяли под государственную охрану. В 2014—2015 годах мемориал отреставрировали.
Поясная скульптура из гранита изображает учёного, который облокотился руками на кафедру. Его взгляд устремлён прямо. Статуя помещена на прямоугольный постамент с цокольным основанием и посвятительной надписью: «Алексей Николаевич Костяков».